# Celón
Celón (en eonaviego, Zalón) es un lugar y una parroquia del concejo asturiano de Allande, en España.
Situada en el oriente del término municipal, la parroquia limita al norte con la parroquia de Villagrufe, al este con la de Villavaser, al sur con la de Lomes y al oeste con la de Villaverde. En sus 3,83 km² habitan 117 personas (INE, 2011) repartidas entre las 5 poblaciones que forman la parroquia.
El lugar de Celón se halla a 540 metros de altitud a media ladera del Alto de San Luis. Dista 5 km de Pola de Allande, capital del concejo, y en ella habitan 46 personas (INE, 2011).

## Poblaciones
Según el nomenclátor de 2023, la parroquia comprende las poblaciones de:
- Celón (Zalón, lugar)
- Presnas (Presnes, aldea)
- Pumar (aldea)
- San Martín de Beduledo (Samartín de Beduléu, aldea)
- La Vega de Truelles (La Veiga, aldea)

## Patrimonio
- Iglesia de Santa María